# サーサーン
サーサーン（Sasan, Sāsān または Sāssān, パフラヴィー語: 𐭮𐭠𐭮𐭠𐭭 Sāsān, ペルシア語: ساسان）は、サーサーン朝（224年 - 651年）の名祖であると考えられている人物である。サーサーンはパルティアの崩壊が迫っていた3世紀初頭に生き、パールスの「偉大な戦士、狩人」であり、ゾロアスター教の高位の聖職者であった。

## サーサーンの素性

### 中世の情報源
サーサーンとサーサーン朝の創始者であるアルダシール1世との関係については、多くの微妙に異なる説明が存在する。イラン北部出身の歴史家であるタバリーは、サーサーンがパールスの従属王国の王家であるバーズランギー家の王女と結婚したこと、サーサーンはアルダシール1世の祖父であり、アルダシール1世の父はパーパクであることを述べている。
パフラヴィー語の散文である『パーパクの息子アルダシールの偉業の書』によれば、サーサーンの妻はパーパクという名の貴族の娘であった。結婚は、サーサーンが「アケメネス家（アケメネス朝）の血統を持っている」と聞いたパーパクによって取り決められた。そして彼らの息子がアルダシール1世である。サーサーンはアルダシールが物語に登場するとすぐに姿を消し、パーパクが「アルダシールの父と見なされる」ことになる。
アルダシール、パーパク、およびサーサーンの間の異なる関係についてのこれらの物語は、Richard N. Frye によれば、ゾロアスター教による解釈の影響を受けている。サーサーンは確かにアルダシールの父であり、アルダシールの誕生後に物語から「消える」。現在のゾロアスター教の慣習と同様に、サーサーンが「消えた」後、パーパクが娘と娘の息子であるアルダシールの責任を引き受け、それ以降はアルダシールの父として名前が挙げられる。
ナクシェ・ロスタムに存在するカアバイェ・ザルトシュトのシャープール1世の碑文において名が見える「サーサーン、パーパク、アルダシール、シャープール」の四名は、それぞれ異なる称号を持っている。サーサーンは hwataw または xwadāy（小さな地方公国の主権者に通常与えられる君主号）、パーパクは「シャー」（王）、アルダシールは「シャーハンシャー」（諸王の王）、そしてシャープールは「イラン人及び非イラン人の諸王の王」である。

### 現代の情報源
しかしながら、イラン学者のトゥーラジ・ダルヤーイーによれば、サーサーン朝による情報源は、彼の言葉を借りれば「後期サーサーン朝の人々の世界観に合うように」宮廷によって作成されたサーサーン王家の公文書に依っているため、信頼性に欠けている。ダルヤーイーと他の数人の学者は、サーサーンはアジアの多くの地域で知られていた神の名から名前を得ているが、サーサーン朝の故地であるファールスでは知られていなかったと述べている。つまり、ファールスの住民はサーサーンが信仰していた神について知らず、サーサーンは西、もしくは東から渡来してファールスに定住した外国人であったことを意味している。サーサーンは後にファールスの首都であるイスタフルの重要なアナーヒターの神殿を管理する聖職者となった。サーサーン朝の宮廷とは独立して著された『ブンダヒシュン』によれば、サーサーンの娘が後にパーパクと結婚し、パーパクとの間にアルダシールを産んだ。さらにブンダヒシュンは、サーサーンがウェー・アーフリード（Weh-āfrīd）という名の人物の息子であったと述べている。

## サーサーン家の政治活動
サーサーンの政治的野心はパルティア末期の混乱と政権の弱体化によって呼び起こされた。タバリーによると、パーパクは息子のシャープールとアルダシールの助けを借りて強固な支配力の基盤を築き上げた。これがサーサーン朝の起源であると考えられている。
サーサーンの一族は第二のペルシア帝国の支配者となり、西アジアの大部分を統治した（最初のペルシア帝国はキュロス大王の王朝（アケメネス朝）によって統治されていた）。この新しい帝国の三人の創設者であるパーパクと彼の二人の息子は、アケメネス朝の遺跡であるペルセポリスのクセルクセスのハーレムの壁に記述と描写がされている。アケメネス朝の後継者であるという主張の根拠を示唆する描写の部分については、後に追加されたものである可能性が高い。
また、サーサーンは帝国内にゾロアスター教を再び広めようと試みたことで知られている。彼はパーパクにパールスのパルティアのサトラップ領を乗っ取るように唆すことまでしている。